# Susanne Porsche
Susanne Porsche (nascida Susanne Bresser, em Frankfurt, Alemanha, 4 de junho de 1952) é uma produtora de filmes e investidora alemã.
É a mais notável mulher do ramo europeu da Família Bresser.

## Carreira
Susanne Bresser Porsche começou sua carreira com entretenimento infantil na emissora alemã ZDF, em 1979, atuando enquanto estudava medicina. Posteriormente, Susanne passou para trás das câmeras, produzindo e dirigindo seus próprios programas e filmes.
Homenageada com a Ordem do Mérito da República Alemã e Ordem do Mérito da Baviera, é uma filantropa e business angel com investimentos notáveis no setor da saúde. Escritora de livros e fundadora do "Prêmio dos Professores Alemães", ganhou também o título de "professora", mediante condecoração da Áustria, pela ministra Elisabeth Gehrer, por seu "diversificado compromisso com a cultura e seu trabalho como produtora cinematográfica e televisiva".

## Família
Susanne foi esposa do bilionário Wolfgang Porsche, de 1988 a 2008. Com o ele, neto de Ferdinand Porsche,  Susanne teve dois filhos: Felix Alexander Porsche e Ferdinand Wolfgang Porsche. Eles viviam entre as cidades de Munique, Alemanha, e Zell am See, Áustria.
Atualmente, ela vive com Xaver Schwarzenberger.

## Filmografia como Produtora
- 2001: Feindliche Übernahme (R: Carl Schenkel; D: Thomas Kretschmann)
- 2003: Mein Mann, mein Leben und du (R: Helmut Förnbacher, D: Barbara Wussow, Erol Sander)
- 2004: Tausendmal berührt (R: Helmut Förnbacher, D: Barbara Wussow, Erol Sander)
- 2005: Und ich liebe dich doch (R: Thomas Nikel, D: Christina Plate, Erol Sander)
- 2005: Im Himmel schreibt man Liebe anders (R: Helmut Förnbacher, D: Eva Habermann, Erol Sander)
- 2009: Sisi (R: Xaver Schwarzenberger)